# PRK Hekari United
Hekari United este o echipă de fotbal din Papua Noua Guinee cu baza în Port Moresby.

## Palmares
Campionatul de fotbal din Papua Noua Guinee: 4
2006, 2007/2008, 2008/2009, 2009/2010
Liga Campionilor OFC: 1
2009/2010

## Antrenori
- Jerry Allen